# Distretto di Furqat
Il distretto di Furqat è uno dei 15 distretti della Regione di Fergana, in Uzbekistan. Il capoluogo è Navbakhor.